# Генетика

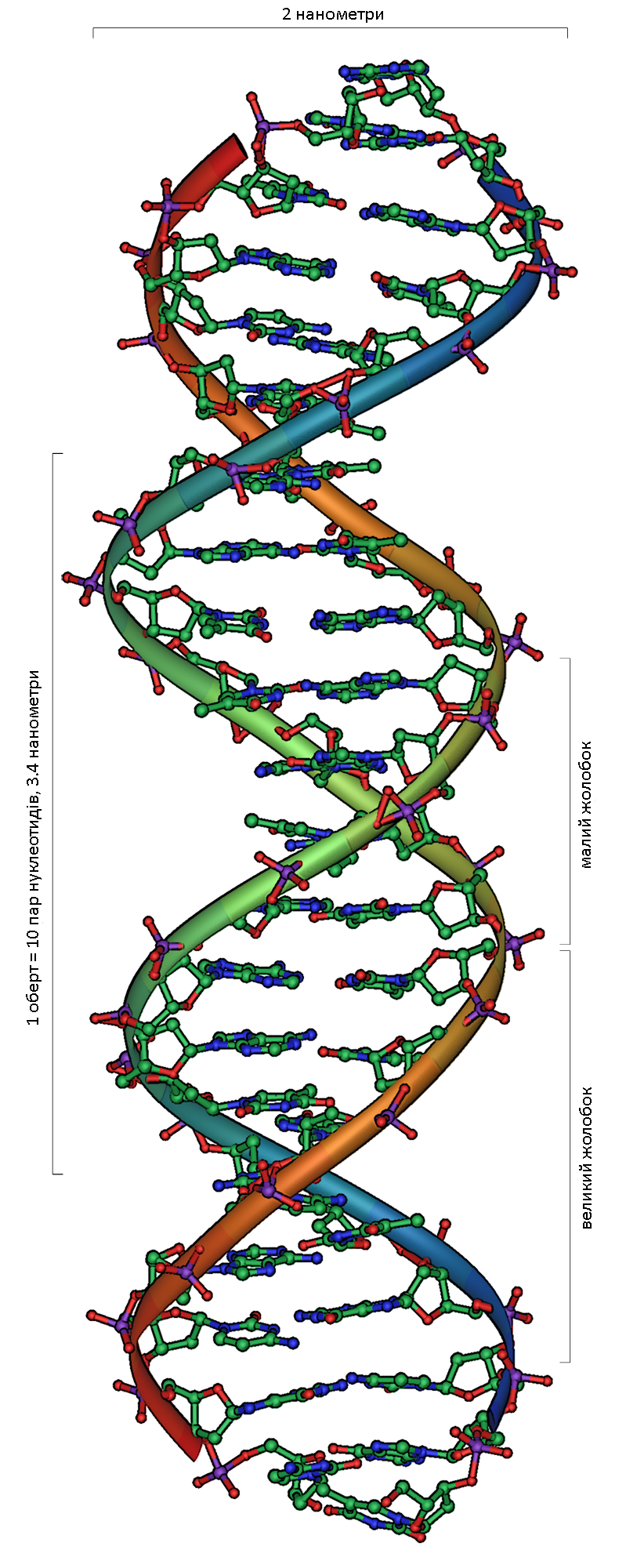
Фрагмент ДНК

Гене́тика (от греч. γενητῶς — «порождающий, происходящий от кого-то») — раздел биологии, занимающийся изучением генов, генетических вариаций и наследственности в организмах.
В зависимости от объекта исследования выделяют генетику растений, животных, микроорганизмов, человека и другие; в зависимости от используемых методов других дисциплин — молекулярную генетику, экологическую генетику и др. Идеи и методы генетики играют важную роль в медицине, сельском хозяйстве, микробиологической промышленности, а также в генной инженерии.

## История
Наблюдение того, что живые существа наследуют черты от своих родителей, использовалось с доисторических времен для улучшения сельскохозяйственных растений и животных посредством селекционного выведения (искусственного отбора). Начало современной генетике было заложено в работах августинского монаха Грегора Менделя в середине XIX века.
Первым слово «генетика» использовал венгерский дворянин Имре Фестерик, описавший несколько правил генетического наследования в своей работе «Генетический закон природы» (нем. Die genetischen Gesetze der Natur, 1819). Его второй закон аналогичен опубликованному Менделем. В третьем законе он разработал основные принципы мутации (поэтому его можно считать предшественником Хуго Де Фриза).

Смешивание наследования приводит к усреднению каждой характеристики, что, как отметил инженер Флеминг Дженкин, делает невозможным эволюцию путем естественного отбора

Работе Менделя предшествовали другие теории наследования. В XIX веке была популярна теория слитной наследственности, предложенная в работе Чарльза Дарвина «Происхождение видов» 1859 года, согласно которой индивиды наследуют среднее значение черты от своих родителей. Однако работа Менделя предоставила примеры, где признаки не смешивались после гибридизации, показывая, что признаки формируются комбинациями различных генов, а не их смесью. Теперь смешивание признаков в потомстве объясняется действием множества генов с количественные эффектами. Другой теорией, получившей некоторую поддержку, стала теория наследования приобретенных характеристик, говорящая о том, что люди наследуют черты, укрепленные их родителями. Известно, что эта теория, обычно ассоциируемая с Жаном-Батистом Ламарком, неверна, так как опыт отдельных людей не влияет на гены, которые они передают своим детям. Хотя доказательства в области эпигенетики возродили некоторые аспекты теории Ламарка. Другие теории включали пангенезис Чарльза Дарвина и её трактовку Фрэнсисом Гальтоном.

### Менделевская и классическая генетика

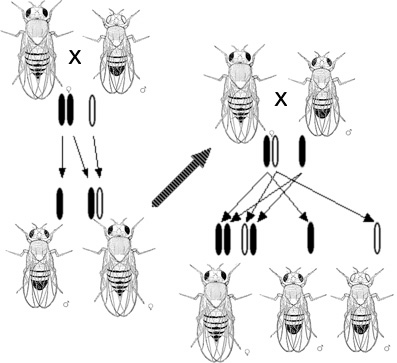
Наблюдение Морганом наследования мутации с полом, вызывающей белые глаза у дрозофилы, привело его к гипотезе о том, что гены расположены на хромосомах

Современная генетика началась с изучения Менделем природы наследования у растений. В своей работе «Эксперименты по гибридизации растений» (нем. Versuche über Pflanzenhybriden), представленной в 1865 году Обществом исследования природы (нем. Naturforschender Verein) в Брно, Мендель проследил закономерности наследования некоторых признаков у растений гороха и математически описал их. Хотя этот тип наследования можно было наблюдать только по нескольким признакам, работа Менделя предполагала, что наследственность была частичной, а не приобретенной, и что образцы наследования многих признаков можно объяснить с помощью простых правил и соотношений.
Важность работы Менделя получила широкое признание только после его смерти, когда в 1900 году Хьюго де Фриз и другие учёные заново открыли его исследования. Уильям Бейтсон, сторонник работы Менделя, ввел слово «генетика» в 1905 году (прилагательное «генетическое», образованное от греческого слова «генезис» — γένεσις, «происхождение», предшествует существительному и впервые использовалось в биологическом смысле в 1860 году). Бейтсон как выступал в качестве наставника, так и в значительной степени получил помощь от других учёных из колледжа Ньюнхэм в Кембридже, в частности, работы Бекки Сондерс, Норы Дарвин Барлоу и Мюриэл Уолдейл Онслоу. Бейтсон популяризировал использование слова «генетика» для описания изучения наследования в своем вступительном слове на Третьей международной конференции по гибридизации растений в Лондоне в 1906 году.
После повторного открытия работы Менделя учёные попытались определить, какие молекулы в клетке ответственны за наследование. В 1911 году Томас Морган заявил, что гены находятся на хромосомах, основываясь на наблюдениях мутации белого глаза, связанной с полом, у плодовых мух. В 1913 году его ученик Альфред Стюртевант использовал феномен сцепленного наследования, чтобы показать, что гены расположены на хромосоме линейно.

### Молекулярная генетика
Хотя гены, как было известно, находятся в хромосомах, последние содержат как белок, так и ДНК, и учёные не знали, какой из этих двух компонентов отвечает за наследование. В 1928 году Фредерик Гриффит открыл феномен трансформации. Эксперимент Гриффита показал, что погибшие бактерии способны переносить генетический материал, чтобы «трансформировать» ещё живые бактерии. Шестнадцать лет спустя, в 1944 году, эксперимент Эйвери-Маклауда-Маккарти определил ДНК как молекулу, ответственную за трансформацию.

## Особенности наследования

### Дискретное наследование и законы Менделя
На самом фундаментальном уровне наследование в организмах происходит путем передачи отдельных наследуемых единиц, называемых генами, от родителей к потомству. Это свойство впервые наблюдал Грегор Мендель, который изучал сегрегацию наследственных признаков у саженцев гороха. В своих экспериментах по изучению цвета цветка Мендель заметил, что цветы каждого растения гороха были либо фиолетовыми, либо белыми, но никогда не были промежуточным звеном между двумя цветами. Эти разные, отдельные версии одного и того же гена называются аллелями.

## Разделы генетики
- Классическая генетика
- Популяционная генетика
- Археогенетика
- Молекулярная генетика
- Геномика
- Медицинская генетика
- Генная инженерия
- Спортивная генетика
- Судебно-медицинская генетика
- Криминалистическая генетика
- Биохимическая генетика
- Генетика человека
- Генетика микроорганизмов
- Генетика растений
- Эволюционная генетика
- Биометрическая генетика
- Экологическая генетика
- Генетика количественных признаков
- Физиологическая генетика
- Психиатрическая генетика
- Генетика соматических клеток
- Генетика вирусов
- Генетика пола
- Радиационная генетика
- Генетика развития
- Генетическая генеалогия
- Евгеника

## Методы генетики
1. Гибридологический — изучение наследственных свойств организма с помощью скрещивания его с родственной формой и последующим анализом признаков потомства. Основной метод генетики.
2. Цитогенетический — изучение структуры и числа хромосом.
3. Биохимический — изучение изменений в биохимических параметрах организма, возникающих в результате изменения генотипа.
4. Онтогенетический — изучение проявления гена в процессе онтогенеза.
5. Популяционный — изучение генетического состава популяций. Позволяет узнать распространение отдельных генов в популяции и вычислить частоту аллелей и генотипов.
6. Генеалогический — изучение и составление родословных. Позволяет установить тип и характер наследования признаков.
7. Близнецовый — изучение близнецов с одинаковыми генотипами. Позволяет выяснить влияние среды на формирование различных признаков, а также заболеваний, в т.ч. психиатрических[27].
8. Генная инженерия — использование природных или искусственно созданных генов.
9. Математический — статистическая обработка полученных данных.

## Модельные организмы

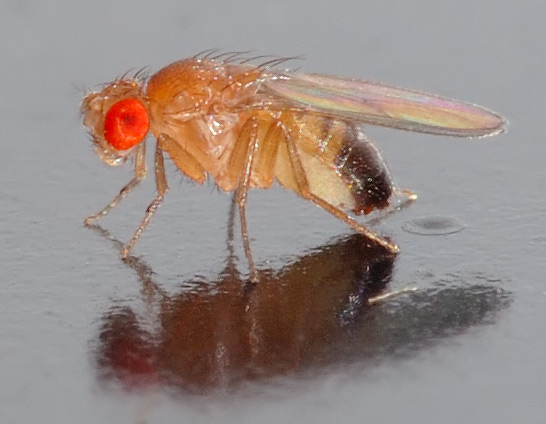
Drosophila melanogaster

Изначально наследование изучалось у широкого диапазона организмов, однако учёные стали специализироваться на генетике конкретных видов. Модельными становятся те организмы, по которым уже накоплено много научных данных, которые уже исследовались и легко содержатся в лабораторных условиях. Модельные организмы выбирались отчасти благодаря удобству — короткому времени генерации (быстрой смены поколений) и возможности генетических манипуляций. В результате, в генетических исследованиях некоторые виды стали основными.
К широко используемым в генетических исследованиях модельным организмам относят бактерию Escherichia coli, растение Arabidopsis thaliana, дрожжи Saccharomyces cerevisiae, нематоду Caenorhabditis elegans, плодовую муху Drosophila melanogaster и обыкновенную домовую мышь (Mus musculus).

## Общество и культура
19 марта 2015 года группа ведущих биологов призвала к всемирному запрету на клиническое использование методов редактирования генома человека, в частности, CRISPR и цинкового пальца, в результате которых внесённые изменения могут быть унаследованы. В апреле 2015 года китайские исследователи сообщили о результатах фундаментальных исследований по редактированию ДНК нежизнеспособных человеческих эмбрионов с использованием CRISPR.